# Commodore MAX Machine
El Commodore MAX Machine, también conocido como Ultimax en los Estados Unidos y VC-10 en Alemania, es una computadora doméstica diseñada y vendida por Commodore International en Japón, a partir de principios de 1982, antecesora del popular Commodore 64. El manual de Commodore 64 menciona la máquina por su nombre, lo que sugiere que Commodore tenía la intención de venderla a nivel internacional; sin embargo, no está claro si la máquina se vendió alguna vez fuera de Japón. Se considera una rareza. 
El software se cargaba desde cartuchos, la unidad tenía un teclado de membrana, 2.0  KiB de RAM internamente y 0.5 KiB de color RAM (1024 × 4 bits). Se utilizaba un televisor para una pantalla. Usaba el mismo chipset y la CPU 6510 que el Commodore 64, el mismo chip de sonido SID y la arquitectura de cartucho ROM compatible para que los cartuchos MAX funcionen en el C-64. El modo de compatibilidad MAX en la C-64 se usó más tarde con frecuencia para como Action Replay, como una forma conveniente de tomar el control del programa actualmente en ejecución. Era posible usar una unidad de casete para el almacenamiento, pero carecía de los puertos serie y de usuario necesarios para conectar una unidad de disco, una impresora o un módem. 

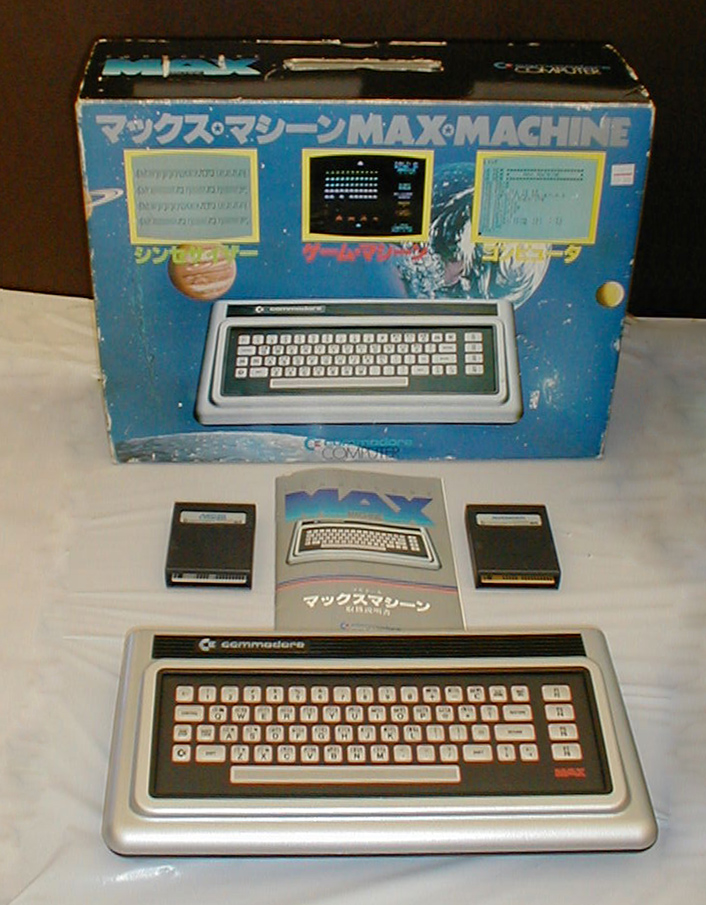
MAX Machine, accesorios y caja.

Estaba destinada a venderse por alrededor de 200$. Aunque el MAX tenía mejores gráficos y capacidad de sonido, el VIC-20 de Commodore, que se vendía por casi la misma cantidad de dinero, era mucho más ampliable, tenía una biblioteca de software mucho más grande y tenía un mejor teclado, todo lo cual lo hacía más atractivo para los consumidores. 
A diferencia del C-64, el MAX nunca se vendió bien y se retiró rápidamente. 